# Torrejón del Rey
Torrejón del Rey è un comune spagnolo di 5 829 abitanti situato nella comunità autonoma di Castiglia-La Mancia.
Il comune comprende la località di Parque de las Castillas.